# Артемиос Матеопулос
Артемиос Павлу Матеопулос (на гръцки: Αρτέμιος Παύλου Ματθαιόπουλος) е гръцки политик от Златна зора.

## Биография
Артемиос Матеопулос е роден на 14 март 1984 година в македонския град Солун, Гърция. По професия е учител по музика. Става за депутат от Сяр в правителството след изборите от 17 юни 2012 година от Златна зора.